# Radeška
Radeška – szczyt w Górach Odrzańskich, w Niskim Jesioniku, w kraju ołomunieckim, w Czechach. Jego wysokość wynosi 671 m n.p.m. i jest to trzeci co do wielkości szczyt Gór Odrzańskich.